# Портал на Фортуна

Порталът на Фортуна (на немски: Fortunaportal) се намира на площад „Стар“ пазар в Потсдам, Германия срещу църквата „Свети Николай“.
Проектиран е от холандския архитект Жан дьо Бодт през 1701 г., за да служи като входна порта към Градския дворец в Потсдам и е тържествено открит през 1701 г. по повод самокороняването на курфюрст Фридрих III за крал на Прусия под името Фридрих I. От тогава насам, изграждането на „Порталът на Фортуна“ се счита за началото на класическото архитектурно изкуство в Потсдам.
След като постройката претърпява сериозни щети от бомби през 1945 г. по време на Втората световна война, останките са взривени диктаторския режим на ГДР през 1960 г. През 1990-те години са събрани средства от частни спонсори и дарители за неговата реконструкция, която започва през 2000 г. и е завършена през 2002 година.

## История
По време на най-тежкото нападение над Потсдам от британски бомбардировачи през нощта на 14.04.1945 г. („Нощта на Потсдам“), дворецът и порталът са силно повредени. Когато в края на 1950-те години е взето решение градският дворец да бъде съборен, тогавашният държавен глава на ГДР и лидер на партията Валтер Улбрихт решава да събори също и „Портала на Фортуна“. Целият архитектурен ансамбъл трябвал да бъде унищожен, тъй като не отговарял на градостроителната архитектура на един нов социалистически град. Въпреки бурни протести, този проект бил одобрен от Народната камара (парламента на ГДР) през ноември 1959 г. След отстраняването на няколко декоративни елемента, тук започва първото от общо 18 взривявания по Градския дворец (взривяване на странично крило). На 18.01.1960 г. главата на Минерва трябвало да бъде взривена. Премахването на добре запазените фигури от пясъчник с цел архивирането им, било строго забранено; те трябвало да бъдат унищожени като символи на войната. Много малко оригинални части могли да бъдат запазени. Главата на Минерва в крайна сметка е била намерена в развалините на другите взривени части на Градския дворец и е могла след това да бъде реставрирана.
През 2001 г., на пл. Стария пазар, „Порталът на Фортуна“ е могъл да бъде реставриран след общо две години строеж (първата копка се състояла на 08.09.2000 г.) като първи елемент от архитектурния ансамбъл около бъдещия стар Градски дворец. Отговарящата на оригинала реконструкция, за която били разчетени строителни разходи в размер на около три милиона евро, се осъществява насред друго с помощта на дарения от циментовата и бетоновата индустрия и от живеещия в Потсдам телевизионен водещ Гюнтер Яух, който подкрепя една рекламна инициатива и се отказа от голяма част от хонорарите си в полза на реконструкцията. За разлика от по-късното решение за новопострояване на някогашния Градски дворец с цел той да стане седалище на Бранденбургския ландтаг, при който строителна концепция цели да се възстанови само външния лик на историческия Градски дворец, то „Порталът на Фортуна“ със своите скулптури е реконструкция, вярна с оригинала, създадена по историческия образец посредством исторически снимки върху все още съществуващата основа на зданието. Подобно на оригинала, високият 27 метра портал е построен от саксонски пясъчник.
Куполът на портала е увенчан със статуя на богинята на щастието Фортуна, която се върти според вятъра и дава името на портала. Направена е от тънък меден лист и след това е позлатена. Във вътрешността на високата 2.15 м. и тежаща около 250 кг. скулптура са депозирани различни документи за идните поколения като един вид капсула на времето по време на тържественото ѝ откриване на 12.10.2002 г., насред други от Гюнтер Яух и кмета Ян Якобс. Ключовите камъни, които съставят скулптурната украса от двете страни на арката, изобразяват Минерва и Херкулес. Общата зрителна ос на куполите на църквата „Св. Николай“, на Старото кметство и на „Портала на Фортуна“ създава една характерна за гр. Потсдам композиция и спомагат за популяризирането на бранденбургската столица и често служи като фон за надрегионални медийни репортажи от провинция Бранденбург и като фон за новогодишните речи на министър-председателя.
Разходите за архитектурната украса се поемат изключително и само чрез дарения от гражданската общност, след като Бранденбургският ландтаг през 2005 г. разрешава поставянето на скулптурните украшения върху Потсдамския Градски дворец при условие, че те са финансирани от частни спонсори.

## По-ранен външен вид
Архитектурата и скулптурите на „Портала на Фортуна“ са съгласувани, образувайки една цялост. На четирите стълба на галерийния етаж четири скулптури първоначално са оформяли купола. Самият купол също беше вързан в четири трофея. Тези пясъчници уловиха и разхлабиха силуета на портала с прецизно изчислен баланс. Богинята Фортуна балансира над всичко това, а пруският орел застана на топка в долното ниво. Рогът на изобилието на Фортуна означава държавно благосъстояние. Много вероятно е четирите скулптури на Фортунапортал да са създадени от художниците Гийом Юло и Рене Шарпентие (1680–1723).

Долните четири групи орли са имали размери от около 3,80 метра на 2,40 метра и първоначално са тежали почти девет тона. В началото на 18-ти век те са станали първите самостоятелни монументални пластики в по-новата архитектурна история на Марк Бранденбург.
- Вдясно на снимката е „Порталът на Фортуна“. Вляво се вижда Палатът Барберини, разположен на югоизточната страна на площад „Старият пазар“ на Потсдам.
- „Порталът на Фортуна“, 1928 г.
- Жан дьо Бод, 1700 г.